# ヨウスコウアリゲーター
ヨウスコウアリゲーター（揚子江鰐、Alligator sinensis）はアリゲーター属に分類されるワニの一種。別名ヨウスコウワニ。チョウコウワニとも。

## 分布
中華人民共和国（安徽省、江西省、江蘇省、浙江省の長江下流域）。固有種。
アリゲーター科では本種のみがユーラシア大陸に分布する。種小名sinensisは「中国産の」の意。和名のヨウスコウ（揚子江）は長江下流域の別名。
日本でも大分県安心院盆地にある鮮新世の地層から本種の化石が発見されている。

## 形態
全長200センチメートル以下。口吻は短く、基部の幅の0.9-1.25倍。頸鱗板は4枚。背面の体色は濃褐色や黒、暗褐色で、淡黄色の縞模様が入る。腹面の体色は淡褐色。
口角が切れあがっており、堅い獲物を噛み砕くことに特殊化している。後方の歯が球状。
幼体は体色が黄色で、黒い縞模様が入る。成長に伴い色彩は黒ずむ。

## 生態
流れの緩やかな河川や湖沼、池などに生息する。冬季になると複雑な横穴の中で6-7か月間、冬眠する。
食性は動物食で、主に貝類を食べるが、魚類、鳥類なども食べる。
繁殖形態は卵生。枯草を集めた塚状の巣に、10-40個の卵を産む。卵は約70日で孵化する。

## 人間との関係
人間には無害とされることが多く、人間を襲った確実な記録はない。
食用や薬用とされることもある。皮が利用されることもあるが、皮下に皮骨が発達しているため加工が難しく価値は高くない。紀元前には太鼓の皮に利用されたこともあり、雅楽の鼉太鼓（だだいこ）も本種の皮が用いられていた（本種に対し漢字1文字で「鼉」をあてることがある）ことが由来とする説もある。
貝類を求めて水田に侵入して稲を倒したり、灌漑用のダムを破壊する害獣とみなされることもある。
ペットとして飼育・販売されることもあるが流通量は非常に少ない。
開発や農薬による生息地の破壊、食用の狩猟、害獣としての駆除、日本住血吸虫駆除対策における食物である貝類の減少などにより生息数が激減した。安徽省宣城の施設などにおいて飼育下繁殖が行われ、蕪湖などに保護区が指定されている。1960年代から200頭の野生個体を基に飼育下繁殖が進められ、1991年までに4,000頭以上の飼育下繁殖に成功している。1965年における生息数は50頭と推定されている。
日本国内では2001年に札幌市円山動物園が初めて飼育下繁殖に成功した。見学中の子どもが飼育槽のガラスを叩いたところ交尾を始めたことをヒントに、ガラスの打音による交尾促進法が発案された。
- 中国国家一級重点保護野生動物

## 画像

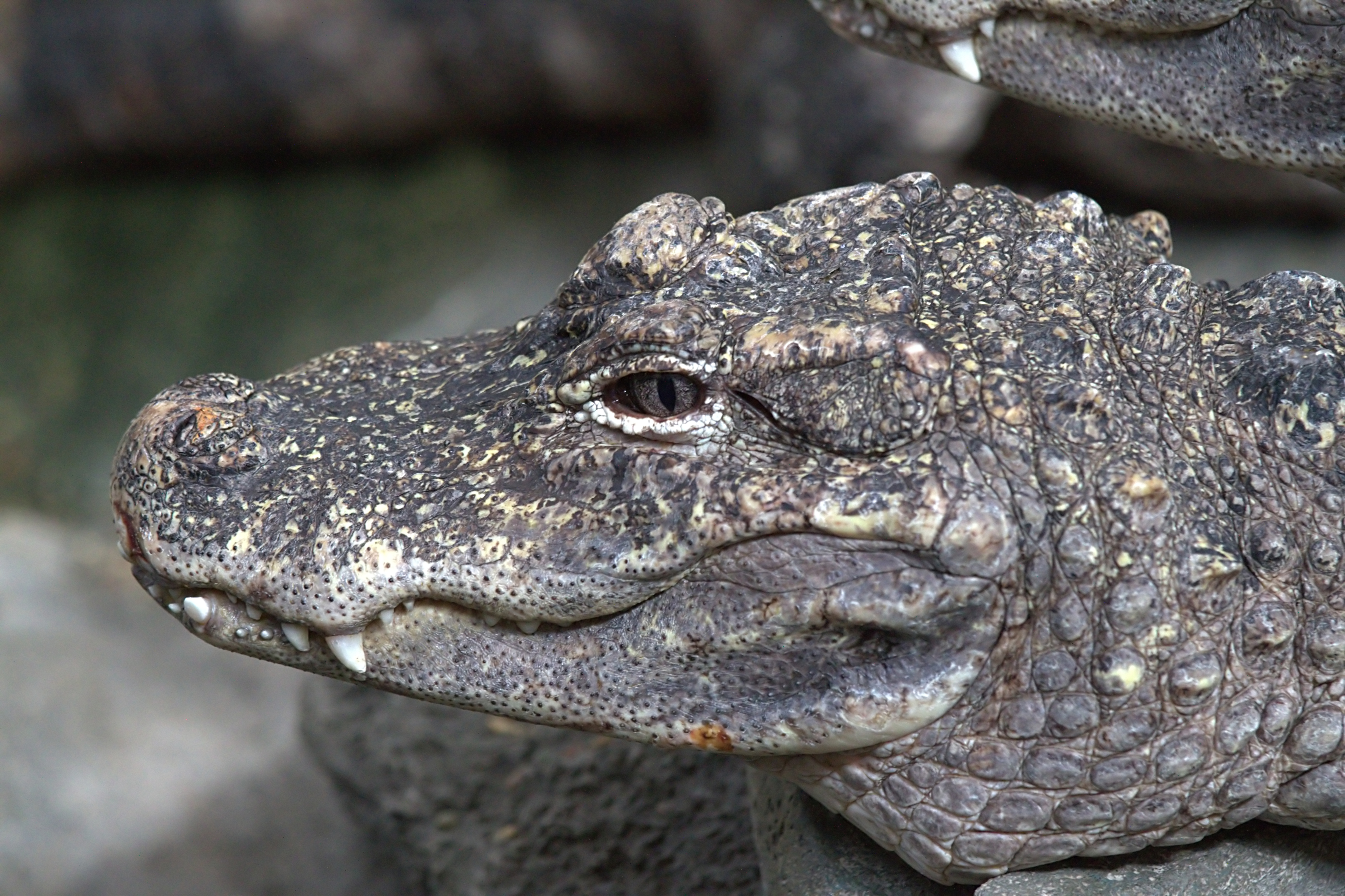
頭部
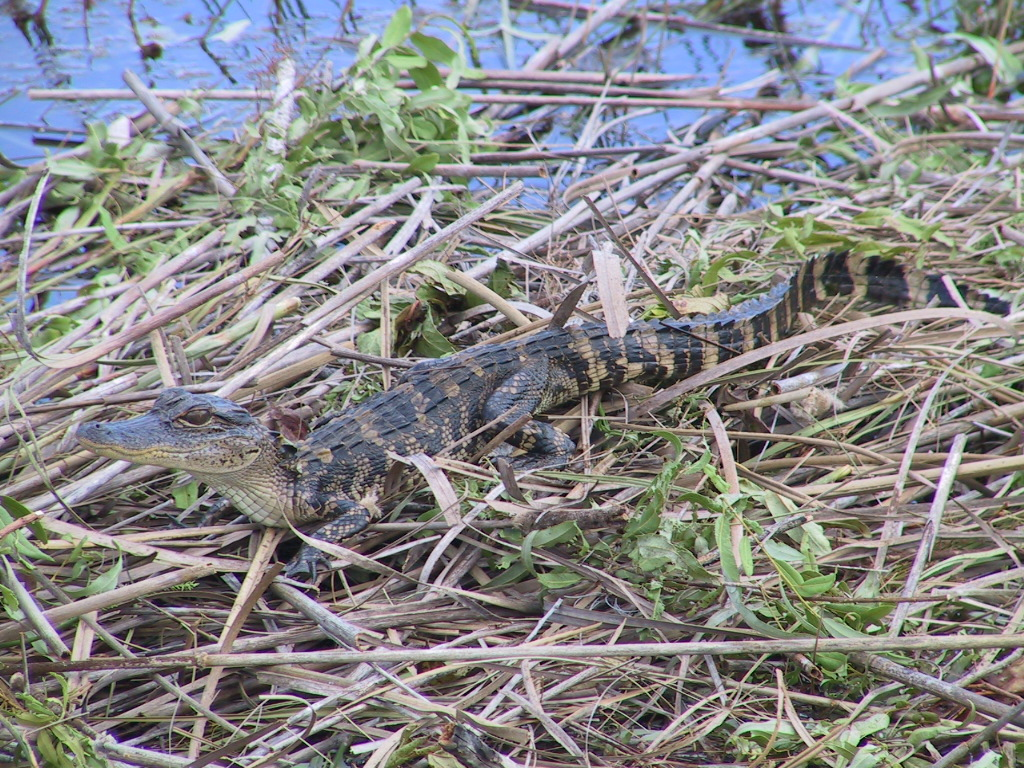
幼体